# MOTHER KEEPER～伊甸捍衛者～
《MOTHER KEEPER～伊甸捍衛者～》是一部由日本漫畫家空廼海里於《月刊Comic Blade》上連載的漫畫作品。此漫畫本來以月刊形式連載，當同期連載的《幻影少年》變為月刊連載時，這部則變為隔月連載。
其連載雜誌《月刊Comic Blade》曾經在跟《Comic Blade MASAMUNE》及《Comic Blade ZEBEL》合辦的三誌聯合計劃時，把同名的廣播劇CD送給所有的應募者。

## 故事簡介
一天，當活躍於貧民窟的反抗軍「COSMOS」在侵略被稱為樂園的城市「EDEN」時，「COSMOS」成員之一的里卡魯納成功進入其中樞最深層——區域零。正當里卡魯納準備破壞其核心電腦時被伊甸捍衛者擊倒，可是在他回復知覺時發現自己的外表竟然有了重大改變……！

## 登場人物

### EDEN
里卡魯納·弗爾德（Ricalna Forde）　配音員：宮野真守(配音員皆為廣播劇中的)
主角。本來是反抗軍「COSMOS」中的主力，因為中了吉姆的陷阱曾經一度死亡，於10年後以人造人的身份復活。
在被改造期間左眼變成了義眼，另外頭髮由黑變白。
開始時拒絕成為伊甸捍衛者，不過當和扥爾斯基對戰後，決定成為伊甸捍衛者。
使用的武器是雙槍「惡魔之門」，另外內置「Trans Core」的使用手冊。
生日為9月12日，血型A。
夏爾·芳泰德（Syal Fineded）　配音員：野本實希
負責天堂之塔區域零保安的女性伊甸捍衛者，同時是10年前打倒里卡魯納的人。擁有一頭金髪和一雙藍眼睛，第一人稱是「僕」。當進行戰鬥時會性情大變。
生前居住在貧民窟非武裝地區的「B－60聚落」，為了報答吉姆而成為伊甸捍衛者。
林多·凱薩爾　配音員：松風雅也
和里卡魯納及夏爾同様隸屬天堂之塔區域零的伊甸捍衛者，生前是殺人犯。特徵是其黒髪黒瞳，和身穿黒色喪服。
主要負責後援工作——一般會在天堂之塔中其他地方操控安全控制面板（セキュリティパネル）的同時給其他伊甸捍衛者戰鬥相關指示，還有把敵人的數量和狀況等告訴吉姆。
必要時可以使用「大屠殺模式（ジェノサイドモード）」和EDEN同步，同時操縱天堂之塔內全部的閘門。當進入這模式時，如果安全控制面板被破壞的話本人也會受傷。
吉姆·克里茲　配音員：唐沢潤
天堂之塔區域零的負責人，亦是製作和負責保養伊甸捍衛者的人。里卡魯納手持的惡魔之門也是出自她的手筆。
正是把同是伊甸捍衛者的開發人員亞當放逐的人。
MOTHER（マザー）
負責管理EDEN全部電腦內資料的核心電腦。
於光榮時代誕生，其創作動機和製造者相關資料目前都是不明。

### COSMOS
葛列亞姆·葛雷古森　配音員：大塚明夫
反抗軍「COSMOS」的領導者。把有才能的孤兒招集起來訓練組成「COSMOS」。
同時是收養里卡魯納和雷娜多這對兄妹的人，被里卡魯納視之為父親。
雷娜多·弗爾德（Lennard Forde）　配音員：雪野五月
里卡魯納的妹妹，只允許其兄長稱呼她為「雷娜」。
當十年前聽到里卡魯納的死訊時，決定為他報復而把其長髮剪短和加入「COSMOS」。
曾經懷疑葛列亞姆創立「COSMOS」的目的。

### 貧民窟
托爾斯基·貝拉福特（トルキス＝ベラフォルト）
被委任為因行事過為激進而有名的反抗軍「CHAOS TIDE」的領袖。討厭其他只會沒目的和破壞的反抗軍，和會妨礙他實現「統一」這目的的人。目前在尋找有實力的人加入，在第一次和里卡魯納見面時曾經邀請他加盟可是被拒。
其是實被亞當改造、和里卡魯納同一型號的人造人，一般使用一把高密度鈦金屬的大刀和身藏的多把小刀戰鬥。
亞當
把扥爾斯基改造為人造人的人，亦是和吉姆同在天堂之塔研發伊甸捍衛者的重要人士。不過由於暗地裡利用自己的權限調查核心電腦「MOTHER」而被吉姆趕出EDEN。
其外表就算在經過20年後也沒有改變，原因不明。
吉姆亦曾經派人暗殺他可是失敗，在知道他仍生存後吉姆開始派伊甸捍衛者展開調査。
賽利克（ゼリク）
黑市「Cocytus」創立者和負責人。

## 用語集
光榮時代（栄光時代）
在約千年前所存在的文明，不過因為戰爭及「世界末日」而消失。
當時所流行的科技及技術已經失傳。MOTHER正是該時代的產物。
世界末日（Armageddon，即哈米吉多頓）
過去因戰爭而產生的大火，同時是現代寸草不生的原因。其成因是位於宇宙、被稱為最終武器中的人造衛星失控導致。
這最終武器在經過1000年後的現在仍然可以由MOTHER起動。
EDEN
為了復興因「世界末日」所破壞的世界而建立的都市。周遭被巨大圓頂包圍。
內裡環境良好，目前佔世界約三分之一的人口。
天堂之塔（ヘブンズタワー）
集合了EDEN所有重要機構的中樞，共分為11個區域。
位於地下的區域一到三是宇宙開發、區域四是一般人都可以使用的開放區域、五至九是軍事和行政用、區域十是總統府。
至於伊甸捍衛者管轄的區域零是極密區域，一般不會出現在地圖上。那兒如果沒有吉姆的許可就算是大總統也不能進去。
貧民窟 （スラム）
EDEN容納不了的人所住的地方，生活環境惡劣。有EDEN的駐軍留守。
分為反抗軍活躍的武裝地區和沒有反抗軍的非武裝地區。
反抗軍（レジスタンス）
因討厭EDEN而產生的各個恐怖組織，例如「COSMOS」（コスモス）和CHAOS TIDE等。
最終武器（ラストウェポン）
在光榮時代被人們製造的大量破壞武器的統稱，例如核彈和純氫彈等。
雖然大部分的相關武器都在「世界末日」時被消毀，可是遺留下來的大都可以利用MOTHER中的操作程式控制。
惡魔之門（ディアボロス）
吉姆製造的雙槍。因為一般人承受不了其重量和反作用，只有裝甲和重量比較特殊的里卡魯納可以使用得到。遠和近距離的戰鬥也可以應付。
Cocytus（コキュートス）
賽利克於貧民窟W－13區聚落建所立的黑市，主要出售一般市面上被禁止的物品。
如果因為不知道或其他原因而犯了不成文規定的話就等於和整個黑市為敵。
Trans Core（トランスコア）
吉姆基於興趣所造出來的機器。
外形像可乘搭2人的摩托車，一般人承受不了其起飛時的重力。
暴走模式（インサニティモード）
所有伊甸捍衛者都具有，令使用者進入「暴走狀態」的模式。
里卡魯納和林多使用的話沒有大問題，不過夏爾因為生前的影響導致使用時會產生副作用。

## 出版書籍
| 卷數 | Mag Garden     | Mag Garden             | 東立出版社     | 東立出版社             |
| 卷數 | 發售日期       | ISBN                   | 發售日期       | ISBN                   |
| ---- | -------------- | ---------------------- | -------------- | ---------------------- |
| 1    | 2006年8月10日  | ISBN 978-4-8612-7292-9 | 2007年3月21日  | ISBN 978-986-11-9591-9 |
| 2    | 2007年3月10日  | ISBN 978-4-8612-7366-7 | 2007年7月27日  | ISBN 978-986-11-9529-6 |
| 3    | 2007年10月10日 | ISBN 978-4-8612-7432-9 | 2008年2月15日  | ISBN 978-986-10-0886-8 |
| 4    | 2008年12月10日 | ISBN 978-4-8612-7562-3 | 2009年3月18日  | ISBN 978-986-10-2985-6 |
| 5    | 2010年12月10日 | ISBN 978-4-8612-7768-9 | 2011年8月9日   | ISBN 978-986-10-7005-6 |
| 6    | 2011年12月10日 | ISBN 978-4-8612-7916-4 | 2012年9月27日  | ISBN 978-986-10-9381-9 |
| 7    | 2012年9月10日  | ISBN 978-4-8000-0043-9 | 2013年10月8日  | ISBN 978-986-324-144-7 |
| 8    | 2013年5月10日  | ISBN 978-4-8000-0148-1 | 2014年10月23日 | ISBN 978-986-332-896-4 |
| 9    | 2014年2月10日  | ISBN 978-4-8000-0261-7 |                |                        |
| 10   | 2014年6月3日   | ISBN 978-4-8000-0317-1 |                |                        |

## 外部連結
- （日語） 《月刊Comic Blade》官方網站 （页面存档备份，存于）